# Francisco Vargas Ramirez
Francisco Vargas Ramirez (ur. 4 maja 1994 w Adjuntas) – portorykański bokser walczący w rywalizacji amatorskiej. Olimpijczyk.

## Kariera sportowa
Vargas Ramirez startuje w kategorii do 64 kg (waga lekkapółśrednia). W swojej karierze dwukrotnie reprezentował swój kraj w meczach międzypaństwowych. W 2012 roku w spotkaniu przeciwko Meksykowi pokonał Carlosa Sancheza 12:7, a w meczu z Kanadą lepszy od niego okazał się Yves Ulysse, który wygrał 13:9.
W tym samym roku Vargas Ramirez wziął udział w amerykańskich kwalifikacjach do Letnich Igrzysk Olimpijskich 2012. W zawodach rozegranych w Rio de Janeiro awansował do finału, przegrywając w nim z Kubańczykiem Ronielem Iglesiasem 7:12. Dzięki temu wywalczył kwalifikację do turnieju bokserskiego podczas Letnich Igrzyskach Olimpijskich 2012. W rywalizacji w kategorii lekkopółśredniej podczas igrzysk w pierwszej rundzie (1/16 finału) jego rywalem był Szwed Anthony Yigit. Vargas Ramirez przegrał 9:13 i odpadł z dalszej rywalizacji.